# Ботанічний сад Лундського університету

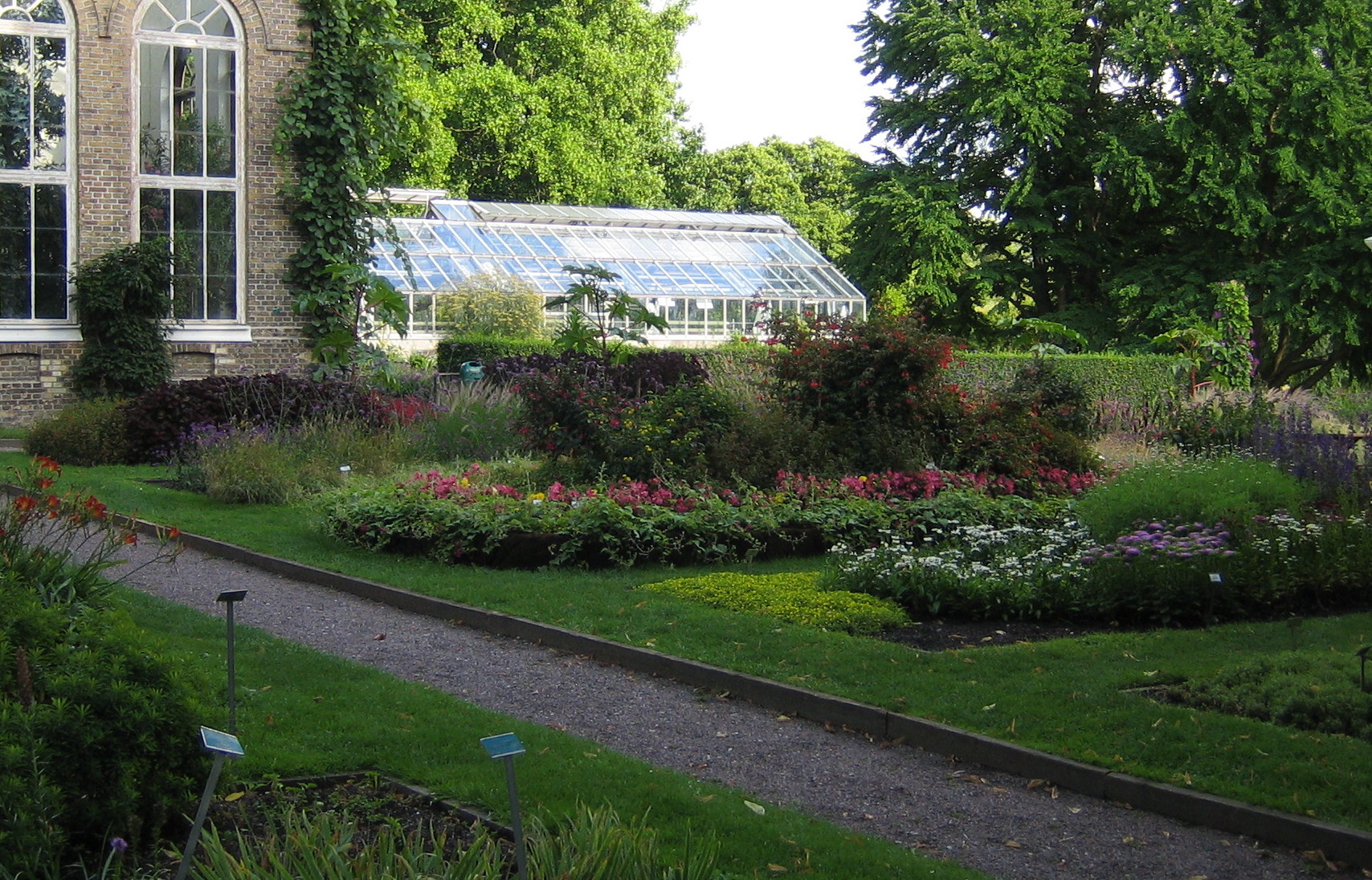
У ботанічному саду

Ботанічний сад Лундського університету (швед. Botaniska trädgården, Lunds Universitet) — ботанічний сад у місті Лунд (провінція Сконе, Швеція).
Ботанічний сад має площу 8 га, де росте понад 7000 видів рослин, з яких 200 знаходяться у оранжереях, що представляють дев'ять різних кліматичних зон. Міжнародний ідентифікаційний код ботанічного саду і його гербарію LD. Вхід до ботанічного саду безкоштовний.
У колекції ботанічного музею 2,5 мільйона одиниць зберігання, з яких 102 тисячі — водорості. Колекція водоростей — найбільша у світі. Музей закритий для широкої публіки і призначений лише для наукового використання.

## Історія
Сад університету існує із 1690 року, тоді він розташовувався біля будівлі Лундського університету.
У 1860 році сад був переповнений рослинами і гостро відчувався брак вільного місця, тому у 1862 році ботанічний сад був перенесений на його поточне місце розташування.
Якоб Георг Агард створив план нового саду і оранжереї. У 1913 році було збудовано ботанічний музей за проектом архітектора Теодора Вахліна.
У 1974 році ботанічний сад був визнаний національною історичною пам'яткою.

## Галерея

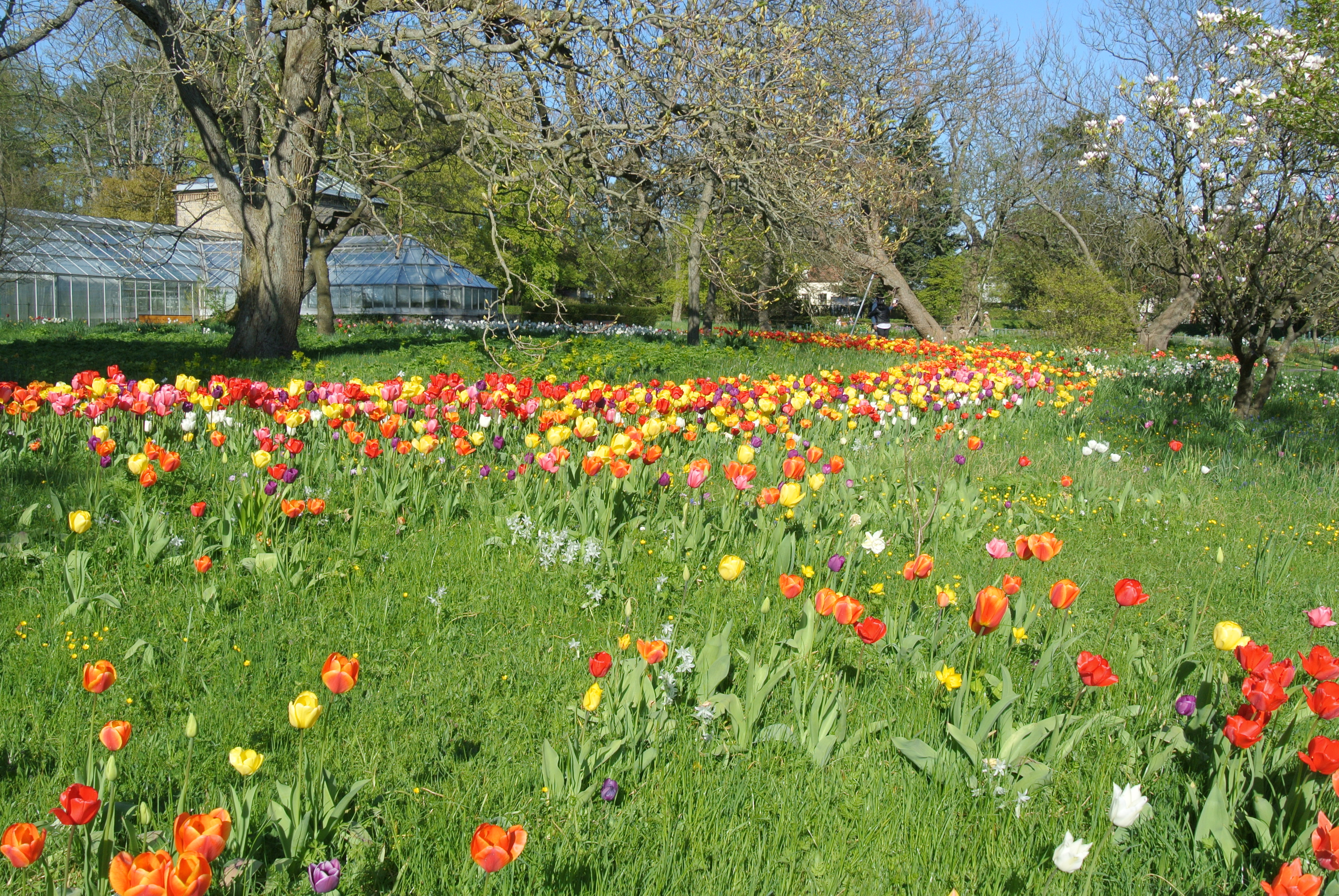
Тюльпани у ботанічному саду
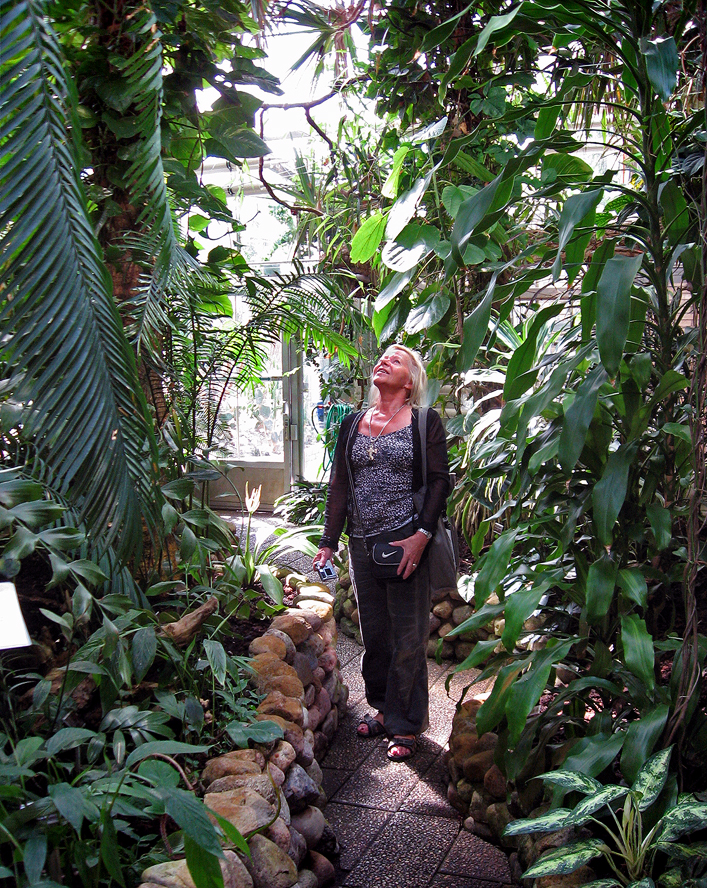
У оранжереї
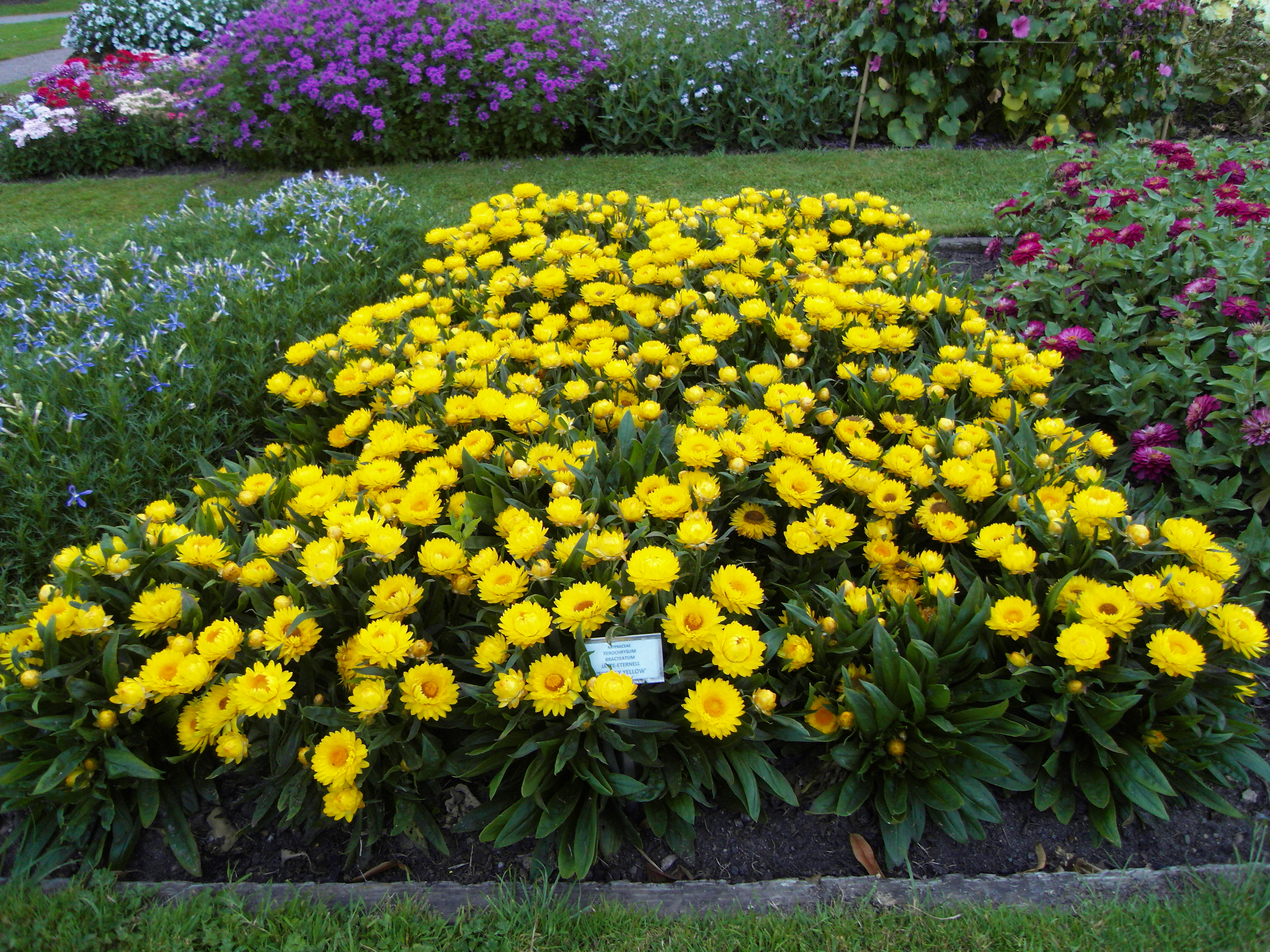
Xerochrysum Bracteatum
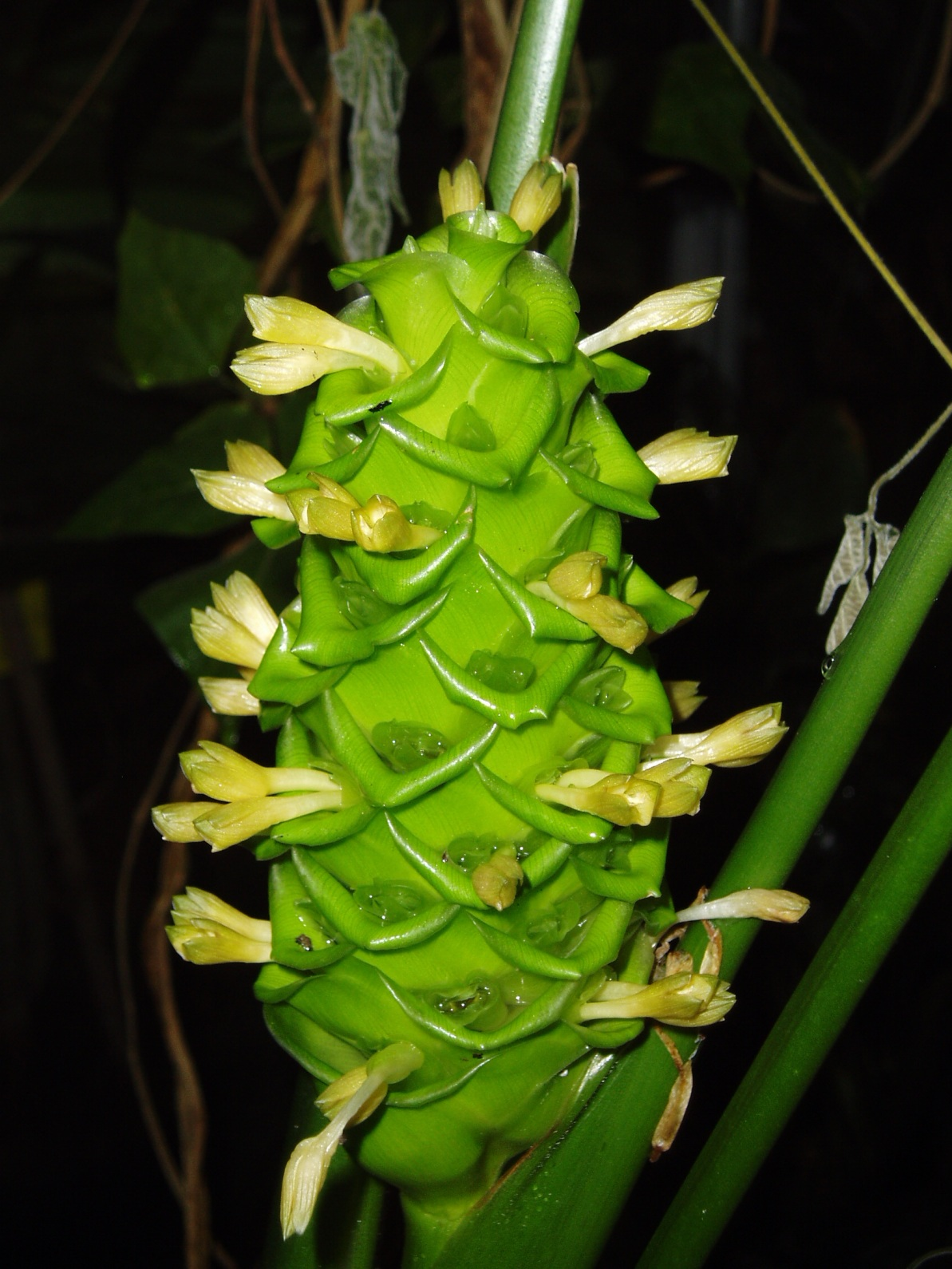
Calathea cylindrica
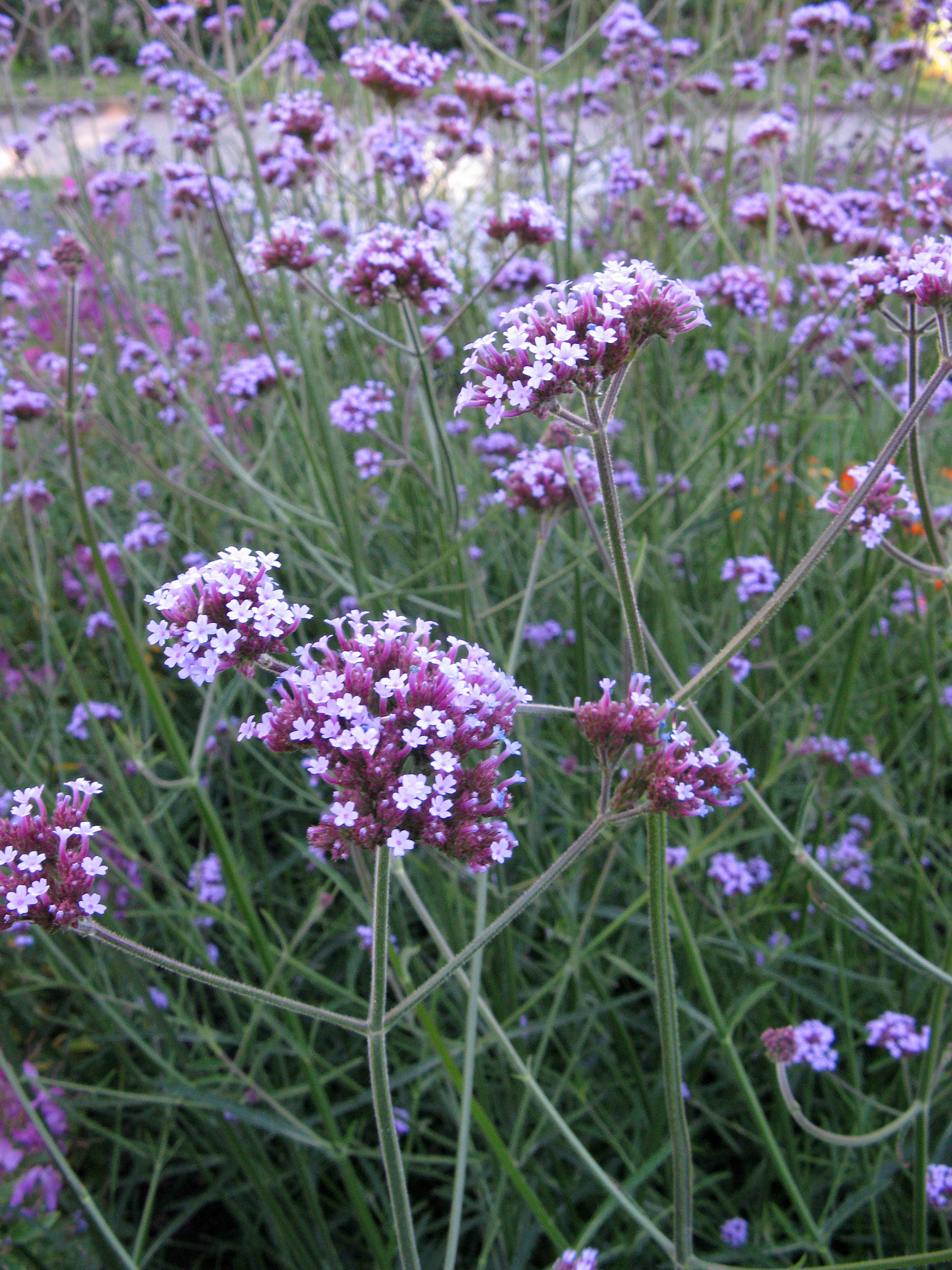
Verbena bonariensis
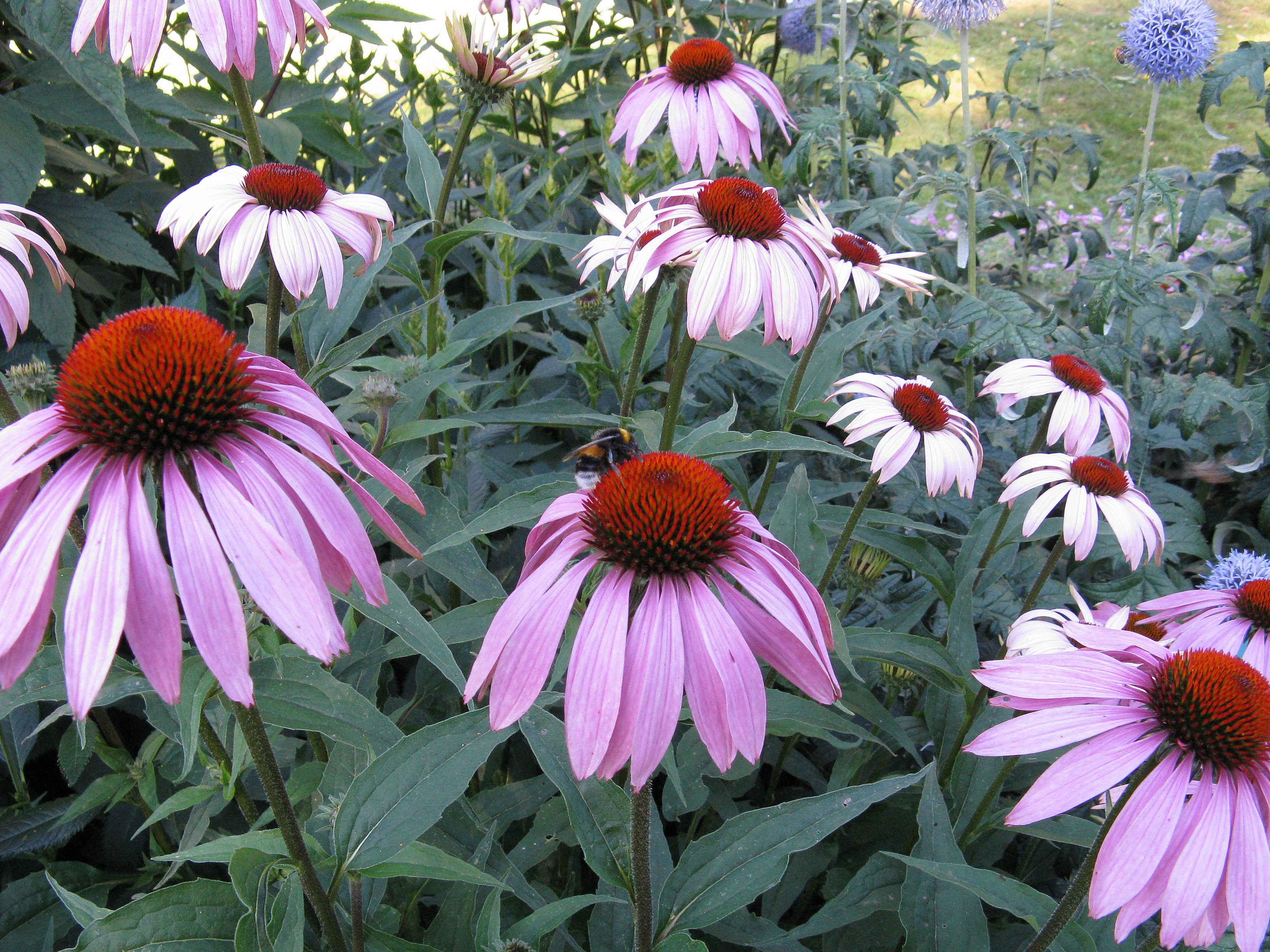
Echinacea purpurea
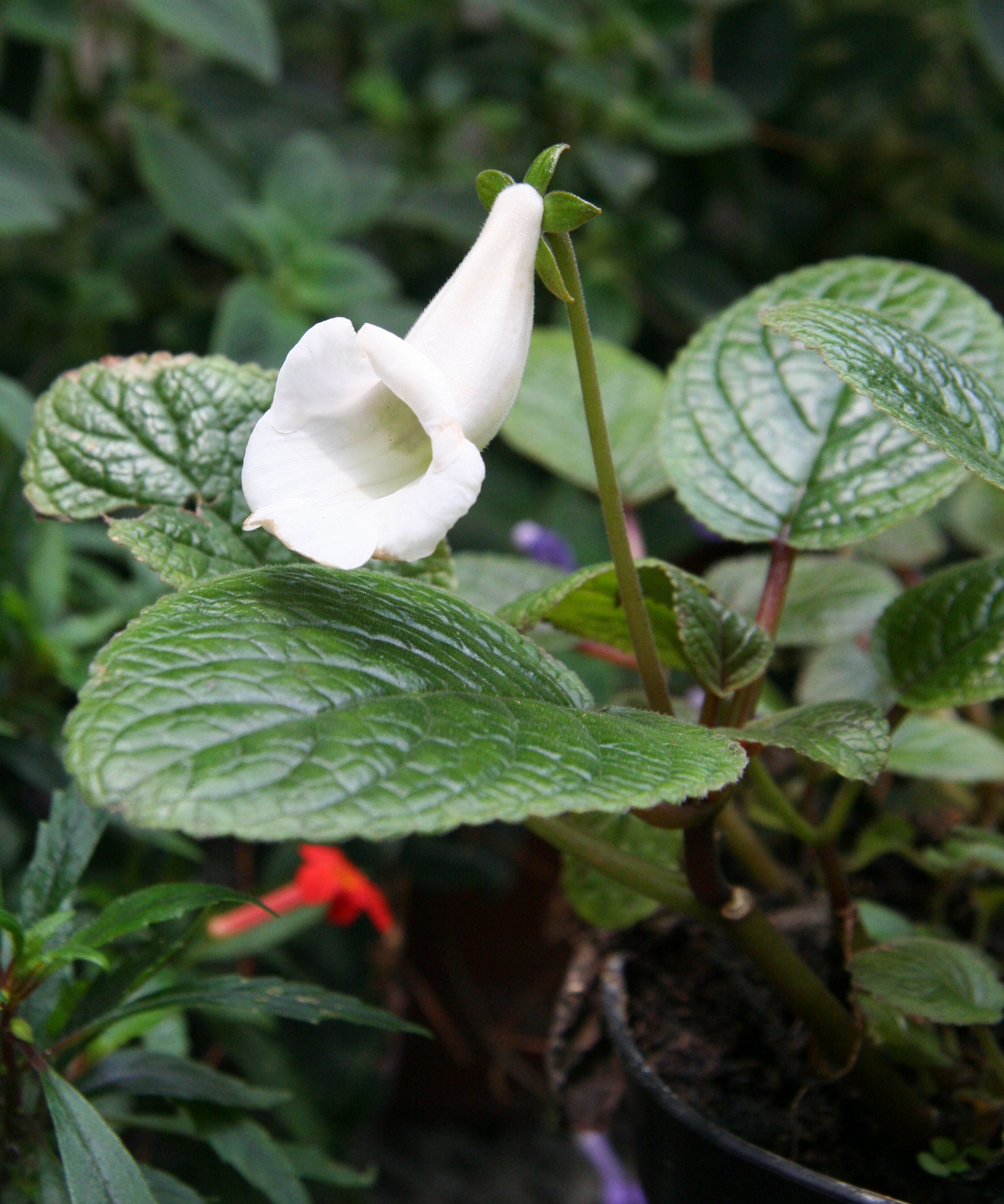
Sinningia eumorpha